# Wossijatske
Wossijatske (ukrainisch Возсіятське; russisch Воссиятское Wossijatskoje) ist ein Dorf im Norden der ukrainischen Oblast Mykolajiw mit etwa 2100 Einwohnern (2006).

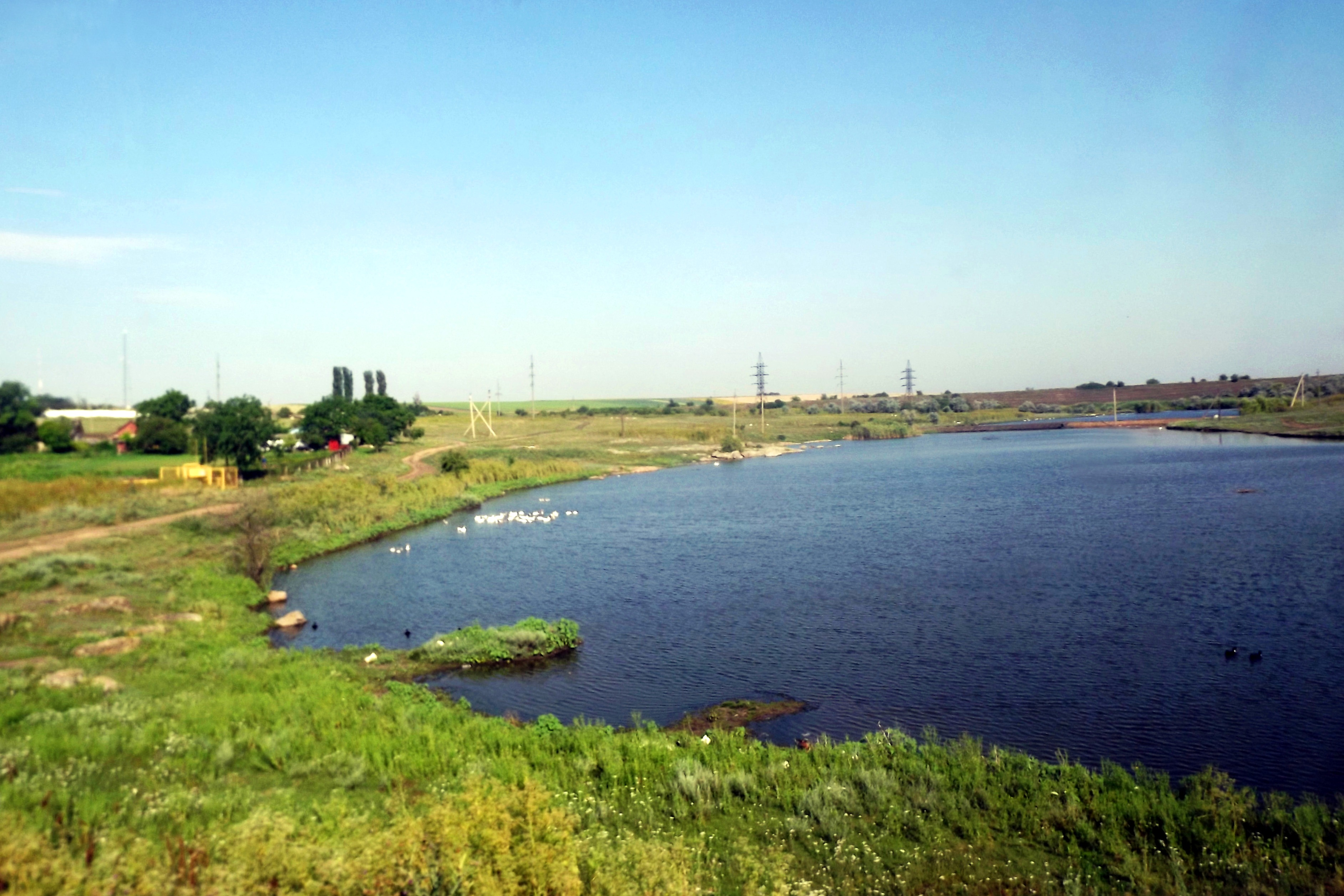
Teich beim Ort

Das 1788 gegründete Dorf liegt 23 km östlich vom ehemaligen Rajonzentrum Jelanez an beiden Ufern der Hromoklija (Громоклія), einem 102 km langen Nebenfluss des Inhul. Im Dorf kreuzen sich die Fernstraße N 14 und die Regionalstraße P 55. Das Oblastzentrum Mykolajiw liegt 81 km südlich des Dorfes.
Am 12. Juni 2020 wurde das Dorf ein Teil der neugegründeten Siedlungsgemeinde Jelanez, bis dahin bildete es zusammen mit dem Dorf Kowaliwka (Ковалівка) die gleichnamige Landratsgemeinde Wossijatske (Возсіятська сільська рада/Wossijatska silska rada) im Osten des Rajons Jelanez.
Am 17. Juli 2020 kam es im Zuge einer großen Rajonsreform zum Anschluss des Rajonsgebietes an den Rajon Wosnessensk.